# Пенталогія про Шкіряну Панчоху
Пенталогія про Шкіряну Панчоху (англ. Leatherstocking Tales) — серія з п'яти романів американського письменника Джеймса Фенімора Купера. У кожному романі фігурує Натаніель «Натті» Бампо, відомий під різними прізвиськами: Шкіряна Панчоха, Слідопит, Звіробій, Соколине Око тощо. Створення пенталогії тривало з 1823 до 1841 року.

## Романи
| Дата публікації | Час дії        | Назва роману                                  | Оригінальна назва                                                   |
| --------------- | -------------- | --------------------------------------------- | ------------------------------------------------------------------- |
| 1841 рік        | 1744 рік       | «Звіробій, або Перша стежка війни»            | The Deerslayer, or The First Warpath                                |
| 1826 рік        | 1757 рік       | «Останній з могікан (Розповідь про 1757 рік)» | The Last of the Mohicans: A Narrative of 1757                       |
| 1840 рік        | 1759 рік       | «Слідопит, або Суходільне море»               | The Pathfinder, or The Inland Sea                                   |
| 1823 рік        | 1793—1794 роки | «Піонери, або біля витоків Саскуеханни»       | The Pioneers, or The Sources of the Susquehanna; a Descriptive Tale |

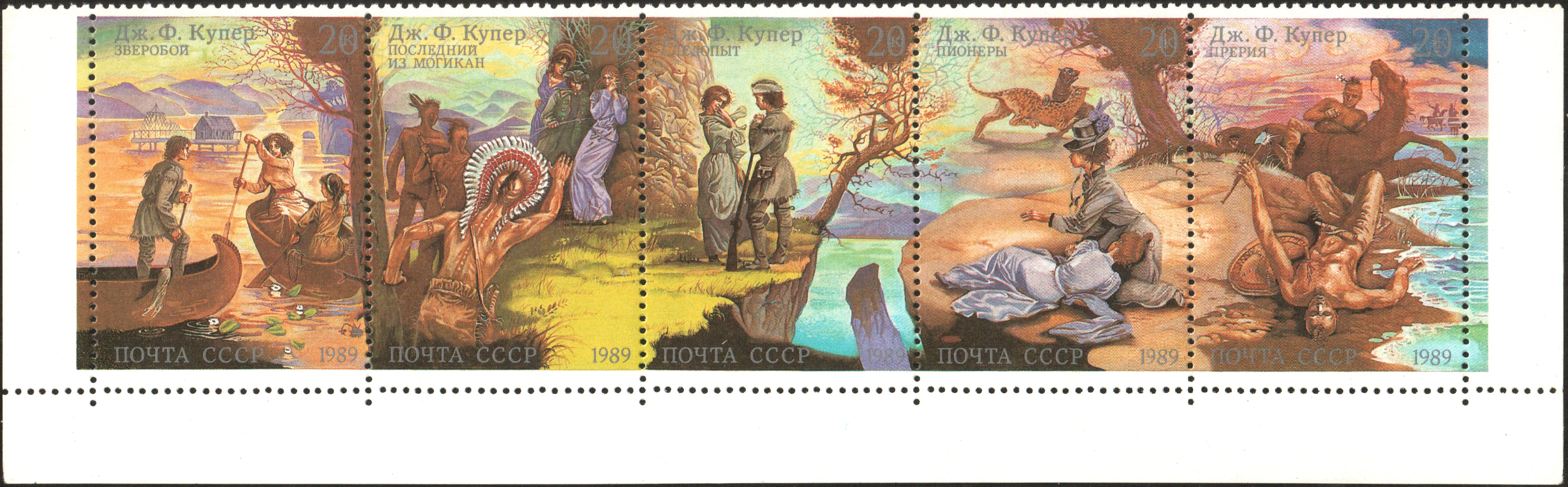
Серія радянських поштових марок 1989 р. за сюжетами романів пенталогії

| 1827 рік        | 1804—1805 роки | «Прерія»                                      | The Prairie; A Tale                                                 |

## Персонажі
Натті Бампо — дитина вихідців з Європи, виріс в племені делаварів, також виховувався Моравськими братами. Вправний мисливець, досвідчений та безстрашний воїн. Діє в усіх п'яти романах серії.
Чингачгук — вождь племені могікан, вірний друг і супутник Натті Бампо. Діє у чотирьох книгах серії (за виключенням роману «Прерія»).